# 南挪威

南挪威在挪威的位置

南挪威（挪威語：Sørlandet）是挪威南部斯卡格拉克海峽沿岸的一个地理区域（landsdel）。这是一个非正式的称呼，因为它不具有任何政府行政功能。这块区域大致为原古老阿格德尔王国及原西阿格德尔和东阿格德尔两郡的范围。自2020年起，东西两郡合并为阿格德尔郡。原两郡總面積为16,493平方（6,368平方英里），依2008年7月所公告統計結果，人口共有273,818人。
南挪威这个名称相对来说比较新，大约于1900年在挪威首次提出。

## 起源

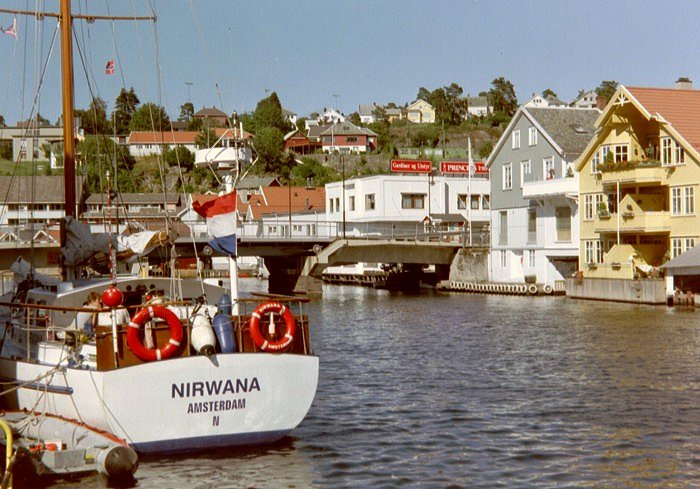
弗萊克菲尤爾海港

南挪威大致上是歷史上阿格德爾王國的領地，1902年，由當地作家威爾海姆·克拉格提出南挪威這個名稱與觀念，在這之前，這個區域被視為是西挪威的一部份。有時候，挪威人會把鄰近羅加蘭與泰勒馬克兩個郡的部份地方，視為南挪威的一部份。
依文化地理學的觀點，南挪威可被定義為斯卡格拉克海岸帶，與北方山谷有所區別。

## 海岸地區

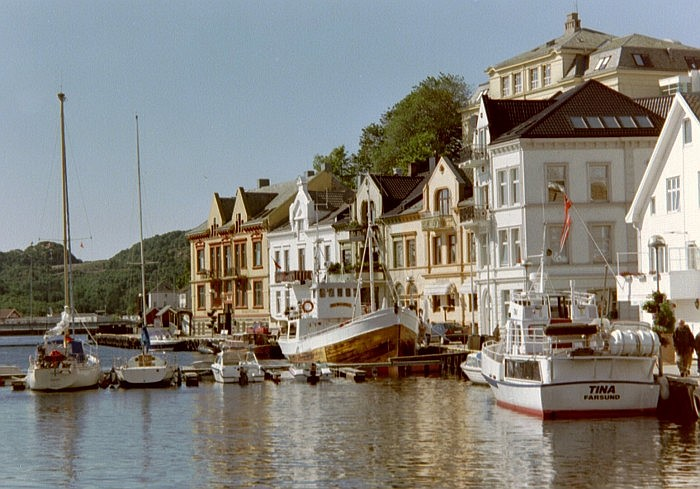
法爾松沿岸

南挪威內八成人口分布在氣候溫和的沿岸地區，接近漁獲豐富的漁場，而且是斯卡格拉克海峽海上航線所經之處，著名的城鎮從西到東有：
- 弗萊克菲尤爾（Flekkefjord）
- 法爾松（Farsund）
- 曼達爾（Mandal）
- 克里斯蒂安桑（Kristiansand）
- 利勒桑（Lillesand）
- 格里姆斯塔（Grimstad）
- 阿倫達爾（Arendal）
- 特韋德斯特蘭（Tvedestrand）
- 里瑟爾（Risør）

## 外部連結
- 挪威南部旅游信息 （页面存档备份，存于） （中文）
- Tonal characteristics of some varieties of spoken South Norwegian.